# Шматок Віктор Іванович
Шматок Віктор Іванович (*1 січня 1961 року — †2001) — кандидат географічних наук, доцент, український ґрунтознавець, еколог.

## Біографія
Народився 1 січня 1961 року в сели Білошицька Слобода Корюківського району Чернігівської області. У 1985 році закінчив навчання у Київському університеті на кафедрі фізичної географії. У 1996 році закінчив аспірантуру, кандидатська дисертація на тему «Вплив засобів використання осушених торфових ґрунтів на їх продуктивність і якісні зміни органічної речовини», а у 1999 році докторантуру Інституту ґрунтознавства і агрохімії. Працював у 1985—1999 роках старшим науковим співробітником Інституту гідротехніки і меліорації Української академії аграрних наук. У 1991—2001 роках працював у Київському університеті на географічному факультеті: з 1995 року асистентом, з 1997 — доцентом кафедри фізичної географії, з 1999 старшим науковим співробітником науково-дослідної частини. З 2000 року доцент кафедри фізичної географії та геоекології. Розвивав і викладав курси: «Ґрунтознавство з основами географії ґрунтів», «Агроекологія», «Основи екології», «Основи агроекології», «Міжнародна екологічна політика», «Охорона та раціональне використання земельних ресурсів». В липні-травні 1999 року провів практику з ґрунтознавства в Канівському заповіднику для студентів-географів. Дійсний член Українського географічного товариства, Міжнародної асоціації ландшафтної екології, член Міжнародного комітету по зрошенню і дренажу.

## Нагороди
Лауреат стипендії Кабінету Міністрів України для молодих вчених.

## Наукові праці
Автор понад 40 наукових праць, науково-практичних рекомендацій. Основні праці:
1. Екологічні та ресурсовідтворні функції торфових земель. — К., 1998 (у співавторстві).
2. Міграція цезію-137 в меліорованих торфових агроландшафтах. — К., 1999 (у співавторстві).